# Irgendwas für nichts
Irgendwas für nichts ist ein Lied der deutschen Hard-Rock-Band Böhse Onkelz. Der Song ist die einzige Singleauskopplung ihres 16. Studioalbums Memento und wurde am 21. Oktober 2016 ausschließlich zum Download veröffentlicht.

## Inhalt
Das Lied ist eine Kritik an der Konsumgesellschaft, die von Neid und Gier geprägt ist. Dabei wird die Frage aufgeworfen „Warum brauchen wir, was wir nie hatten?“ und darauf hingewiesen, dass wahre Freunde nicht käuflich seien „und Liebe nicht für Geld zu haben“ sei. Der Refrain fasst das Ganze zusammen: „Alle wollen alles, am besten für nichts“.
Matthias Röhr beschrieb das Stück auf der offiziellen Website der Band folgendermaßen:

„Gesellschaftskritik im beinharten Gewand. Hat was vom Heilige Lieder-Album.“

## Produktion
Der Text des Liedes wurde von Stephan Weidner, dem Kopf und Bassisten der Band, geschrieben. Auch die Produktion übernahm Weidner gemeinsam mit dem Gitarristen der Onkelz, Matthias Röhr und dem Musikproduzenten Michael Mainx, der als Co-Produzent fungierte.

## Chartplatzierungen
Irgendwas für nichts stieg allein durch Downloads am 28. Oktober 2016 auf Platz 58 in die deutschen Singlecharts ein und verließ die Top 100 in der folgenden Woche wieder. In Österreich und der Schweiz verpasste der Song dagegen die Charts.

## Rezeption
In der positiven Rezension des zugehörigen Albums Memento im Musikmagazin Metal Hammer wird Irgendwas für nichts als ein Lied beschrieben, das „dreieinhalb Minuten mit großer Direktheit schmerzhaft die Nackenmuskulatur“ durchmassiere.